# Merza Márton
Merza Márton (Békésgyula, 1855. szeptember 22. – Pestszenterzsébet, 1935. november 22.) uradalmi ispán, gazdatiszt és lapszerkesztő.

## Életútja
Merza Márton gazdatiszt és Lotta/Lostu Magdolna fia, Merza Gyula unokabátyja. Középiskoláit szülővárosában és Nagyváradon végezte; 1878-ban részt vett a 68. gyalogezreddel Bosznia okkupációjában. 1876-ban a gazdasági pályára lépett és hét évig mint gazdatiszt Geist Gáspár családi birtokán Csákon, tizig pedig Wenckheim Antal örököseinek Békés megyei uradalmában szolgált.
Cikkeket írt 1887-től a Mezőgazdák Szemléjébe, a Gazdasági Lapokba, a Köztelekbe és a Magyar Gazdák Lapjába. Szerkesztette a Magyar Gazdák Lapját 1900. október 13-tól. Az Országos Magyar Gazdasági Egyesület 1910. december 11-i közgyűlése Merza Mártont kizárta tagjai sorából, mivel Merza lapjában a vezetése alatt álló Gyakorlati Gazdatisztek Egyesületében állandóan az OMGE ellen izgatott és igaztalan gyűlölködő támadásaival erkölcsi kárt okozott az egyesületnek. Halálát agyvérzés okozta. Felesége a csákói születésű Monszpart Erzsébet volt, aki 1922. április 20-án hunyt el Budapesten.